# Safari Park (Karachi)
Safari Park is een amusementspark in Karachi in Pakistan.
Het park ligt aan de University Road en beslaat een oppervlakte van 1,2 km². Het park bestaat onder andere uit een dierentuin, kinderpretpark en verschillende tuinen. Het is een van de belangrijkste parken in Karachi.

## Geschiedenis
In 1970 werd het park geopend door Luitenant Generaal Atiq-ur-Rehman, op dat moment was het park een onafhankelijk project van de Karachi Municipal Corporation. Het creëren van een onafhankelijke dierentuin, safaripark en aquaria gebeurde 25 jaar later in 1995. Later werd in het park ook het Go Aish Adventure Park gesitueerd. Naast dit amusementen park werd ook een andere gedeelte van het park verbouwd tot amusementen gedeelte. Dit gedeelte kreeg de naam Aladin Park.

## Stoeltjeslift
Safari Park weet zich te onderscheiden, omdat het park als enige in de provincie Sindh een goede stoeltjeslift heeft. Het stoeltjeslift-project is opgezet voor een bedrag van 182 miljoen Pakistaanse roepie (ongeveer 1,5 miljoen euro) en werd geopend door de burgemeester van de stad Karachi, Syed Mustafa Kamal, op 8 maart 2006. De trip van 10 minuten kruist een kunstmatig meer en biedt een schilderachtig uitzicht op de stad en verschillende dieren- en vogelsoorten.